# Courtney Williams
Courtney Monae Williams (Folkston, 11 maggio 1994) è una cestista statunitense, professionista nella WNBA.

## Carriera
È stata selezionata dalle Phoenix Mercury al primo giro del Draft WNBA 2016 con l'8ª chiamata assoluta.
Con gli Stati Uniti ha disputato le Universiadi di Gwangju 2015.